# Wapen van Rijsbergen

Wapen van Rijsbergen
1817-1985

Wapen van Rijsbergen
1985-1997

Het wapen van Rijsbergen kent twee versies. De eerste werd op 16 juli 1817 bevestigd door de Hoge Raad van Adel aan de Noord-Brabantse gemeente Rijsbergen. De tweede werd op 18 november 1985 verleend. Per 1997 ging Rijsbergen op in de nieuwe gemeente Zundert. Het wapen van Rijsbergen is daardoor komen te vervallen als gemeentewapen. Het wapen van Zundert is, evenals dat van Rijsbergen, afgeleid van het familiewapen Van Aarschot-Schoonhoven.

## Blazoenering

### Wapen per 1817
De blazoenering luidde als volgt:
In azuur een keper, vergezeld van drie lelies, alles van goud.
De heraldische kleuren zijn azuur (blauw) en goud (goud of geel). Dit zijn de rijkskleuren. In de register van de Hoge Raad van Adel zelf wordt geen beschrijving gegeven, alleen een afbeelding.

### Wapen per 1985
De blazoenering luidde als volgt:
In keel een keper, vergezeld van drie lelies, alles van zilver. Het schild gedekt met een gouden kroon van drie bladeren en tweemaal drie parels en ter weerszijden gehouden door een leeuw van goud, getongd en genageld van keel.
De heraldische kleuren van beide wapens zijn keel(rood), zilver (wit) en goud (goud of geel). Het schild is gedekt met een gravenkroon.

## Verklaring
Het wapen is een combinatie van de wapens van familie Van Aarschot-Schoonhoven en van de abdij van Tongerlo. De familie Van Aarschot-Schoonhoven voerde een wapen van keel met drie lelies van zilver. De abdij voerde een wapen van goud met drie kepers van keel en een Jeruzalemkruis. Deze gecombineerde wapens zijn ook terug te vinden in het wapen van Zundert. Bij de aanvraag voor het wapen van Rijsbergen waren de kleuren niet gespecificeerd, waardoor het wapen in rijkskleuren werd uitgevoerd. Bij de heraanvraag in 1985 werden deze kleuren gecorrigeerd en werd het schild gedekt met een gravenkroon.
Overigens werd in de 18e eeuw een eigen zegel door de heerlijkheid Rijsbergen een eigen zegel gebruikt waarop het wapenschild werd afgebeeld met een kroon van drie bladeren en tweemaal drie parels. Detail hierbij is dat de twee staande leeuwen het schild vasthouden met hun staart tussen de benen. Dergelijke leeuwen worden laffe leeuwen genoemd. Dit wapen werd ook genoemd door Van Goor. Het wapen werd als volgt beschreven: Van keel waarin een keper van sinopel, boven twee en onder één zilveren lelie.

## Verwante wapens

Wapen van Zundert sinds 2000